# Ialisos
Ialisos (en grec antic: Ἰάλῡσος, Ialȳsus) era una de les tres ciutats de l'illa de Rodes i una de les sis de l'hexàpolis dòrica.
Era una ciutat dòrica, i la seva fundació s'atribueix a l'heroi epònim Ialís, fill de Cèrcaf. Estava situada a només sis estadis al sud-oest de la ciutat de Rodes, que després de la seva fundació l'any 408 aC, va provocar la decadència de Ialisos. En temps d'Estrabó era una petita vila que ja no era independent. Homer ja l'esmenta al Catàleg de les naus de la Ilíada, que juntament amb Lindos i Camiros va anar a la guerra de Troia sota la direcció de Tlepòlem.
La ciutat tenia una ciutadella anomenada Oricoma, que existia encara en temps de Plini el Vell. El territori de la ciutat es deia Ialísia.
Correspon a la vila de Trianda (en grec: Τριάντα), que el 1976 va canviar el nom per recobrar el nom clàssic de Ialisos. En origen, el nom de Ialisos s'aplicà al municipi, mentre que la vila mantengué el nom; amb el temps, però, la vila també s'ha anomenat Ialisos, i el municipi ha esdevengut una unitat municipal integrada dins el municipi de Rodes, que comprèn l'illa sencera.